# Гоф (острів)
Острів Гоф (англ. Gough Island, раніше Gonçalo Alvares) — невеликий вулканічний острів в південній частині Атлантичного океану в складі архіпелагу Тристан-да-Кунья, у складі британської заморської території Острови Святої Єлени, Вознесіння і Тристан-да-Кунья (деякі географи вважають його окремим островом, що не входить до складу архіпелагу).

## Загальні відомості

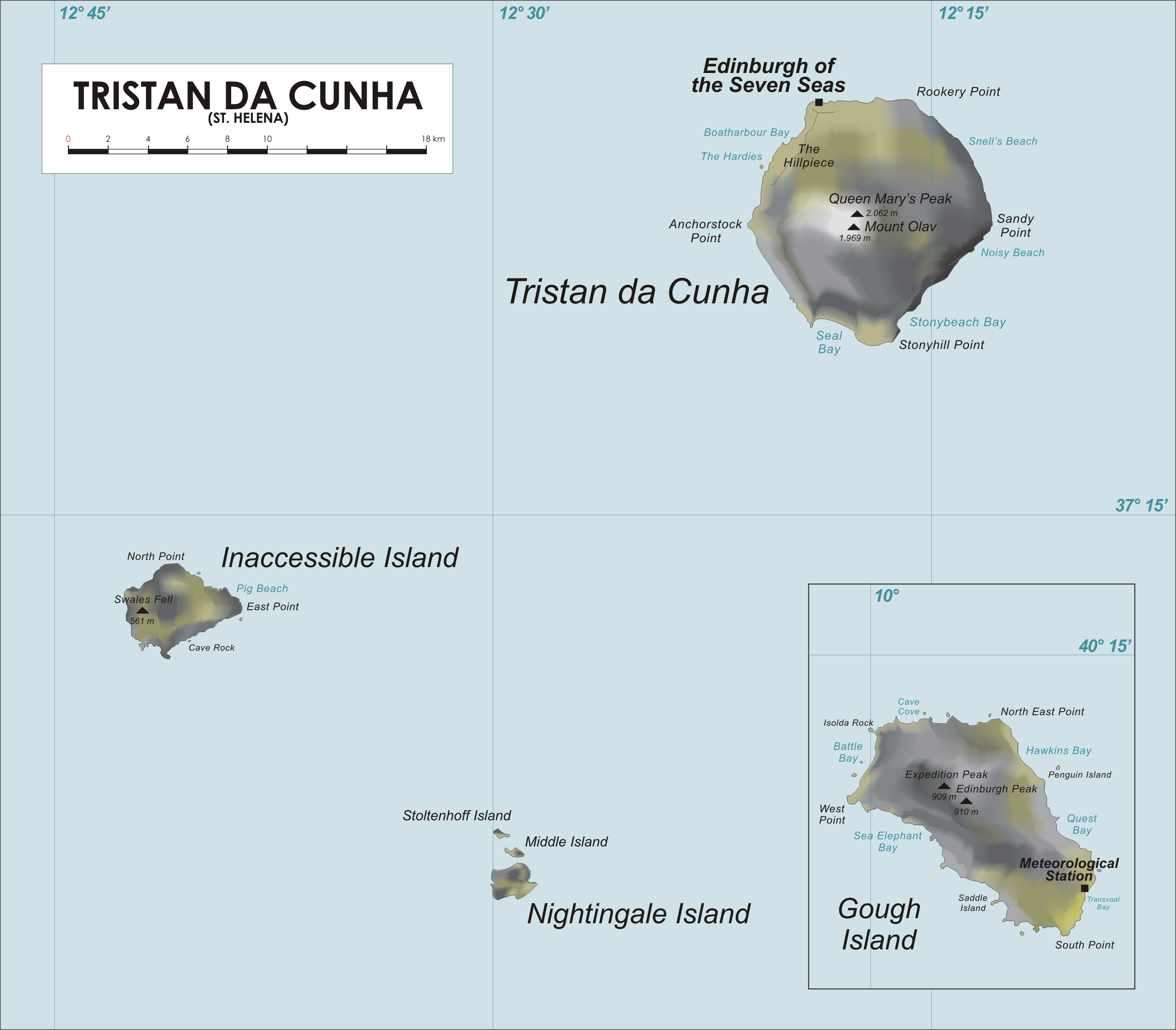
Мапа архіпелагу Тристан-да-Кунья

Площа острова становить 91 км² (розміри — 13х7 км), найвища точка острова, гора Единбург пік — 910 м над рівнем моря. Навколо острова розташовано декілька маленьких острівців і скель. Сам острів знаходиться за 350 км на південь від основної групи островів архіпелагу, за 2,7 тис. км від Кейптауна та за 3,2 тис. км від берегів Бразилії.
Припускають, що острів був відкритий англійським мореплавцем Чарльзом Гофом в 1731 році. Саме він детально описав вид острова, хоч і не висаджувався на ньому.
Острів ненаселений. Як і решта всіх островів архіпелагу, є британською територією.
За дозволом британського уряду, з 1956 року на острові розміщена метеорологічна станція ПАР.

## Під охороною ЮНЕСКО
Острів Гоф, разом з іншим островом архіпелагу, Неприступним, оголошений резервом дикої природи і об'єктом Світової спадщини ЮНЕСКО. На острові багато рослин ендеміків. Крім того, тут розташована єдина у світі велика колонія тристанських альбатросів (Diomedea dabbenena) і Атлантичного буревісника (Pterodroma incerta). З цих причин доступ туристів на острів обмежений.

## Клімат
Острів має прохолодний — помірний морський клімат, і лежать на краю ревучих сорокових широт. Температура острова коливається протягом дня від 11 до 17 °C протягом всього року. Опади відносно високі і рівномірні протягом всього року.
| Клімат острова Гоф (1961—1990, рекордні значення: 1956—1990)                  | Клімат острова Гоф (1961—1990, рекордні значення: 1956—1990) | Клімат острова Гоф (1961—1990, рекордні значення: 1956—1990) | Клімат острова Гоф (1961—1990, рекордні значення: 1956—1990) | Клімат острова Гоф (1961—1990, рекордні значення: 1956—1990) | Клімат острова Гоф (1961—1990, рекордні значення: 1956—1990) | Клімат острова Гоф (1961—1990, рекордні значення: 1956—1990) | Клімат острова Гоф (1961—1990, рекордні значення: 1956—1990) | Клімат острова Гоф (1961—1990, рекордні значення: 1956—1990) | Клімат острова Гоф (1961—1990, рекордні значення: 1956—1990) | Клімат острова Гоф (1961—1990, рекордні значення: 1956—1990) | Клімат острова Гоф (1961—1990, рекордні значення: 1956—1990) | Клімат острова Гоф (1961—1990, рекордні значення: 1956—1990) | Клімат острова Гоф (1961—1990, рекордні значення: 1956—1990) |
| Показник                                                                      | Січ.                                                         | Лют.                                                         | Бер.                                                         | Квіт.                                                        | Трав.                                                        | Черв.                                                        | Лип.                                                         | Серп.                                                        | Вер.                                                         | Жовт.                                                        | Лист.                                                        | Груд.                                                        | Рік                                                          |
| Абсолютний максимум, °C                                                       | 26,4                                                         | 25,7                                                         | 25,9                                                         | 22,6                                                         | 20,5                                                         | 19,0                                                         | 19,3                                                         | 18,6                                                         | 19,3                                                         | 21,4                                                         | 23,9                                                         | 25,1                                                         | 26,4                                                         |
| Середній максимум, °C                                                         | 17,2                                                         | 17,4                                                         | 16,9                                                         | 15,4                                                         | 13,7                                                         | 12,4                                                         | 11,5                                                         | 11,2                                                         | 11,5                                                         | 12,9                                                         | 14,9                                                         | 16,2                                                         | 14,3                                                         |
| Середня температура, °C                                                       | 13,9                                                         | 14,4                                                         | 13,9                                                         | 12,8                                                         | 11,3                                                         | 10,0                                                         | 9,1                                                          | 8,9                                                          | 8,9                                                          | 10,1                                                         | 11,9                                                         | 13,2                                                         | 11,5                                                         |
| Середній мінімум, °C                                                          | 11,1                                                         | 11,6                                                         | 11,3                                                         | 10,4                                                         | 8,9                                                          | 7,6                                                          | 6,6                                                          | 6,5                                                          | 6,6                                                          | 7,8                                                          | 9,4                                                          | 10,3                                                         | 9,0                                                          |
| Абсолютний мінімум, °C                                                        | 5,3                                                          | 5,1                                                          | 4,8                                                          | 3,7                                                          | 1,4                                                          | 0,1                                                          | −0,9                                                         | −2,7                                                         | 0,2                                                          | 0,5                                                          | 2,4                                                          | 4,1                                                          | −2,7                                                         |
| Середня кількість сонячних годин на місяць                                    | 183,8                                                        | 148,8                                                        | 123,3                                                        | 95,6                                                         | 83,7                                                         | 60,4                                                         | 71,7                                                         | 87,5                                                         | 101,6                                                        | 128,5                                                        | 161,4                                                        | 182,9                                                        | 1429,2                                                       |
| Норма опадів, мм                                                              | 210                                                          | 183                                                          | 254                                                          | 276                                                          | 286                                                          | 310                                                          | 273                                                          | 304                                                          | 270                                                          | 249                                                          | 213                                                          | 241                                                          | 3069                                                         |
| Днів з дощем                                                                  | 16                                                           | 13                                                           | 18                                                           | 19                                                           | 21                                                           | 22                                                           | 23                                                           | 21                                                           | 20                                                           | 18                                                           | 16                                                           | 18                                                           | 225                                                          |
| Вологість повітря, %                                                          | 81                                                           | 82                                                           | 82                                                           | 82                                                           | 82                                                           | 83                                                           | 83                                                           | 83                                                           | 81                                                           | 81                                                           | 81                                                           | 81                                                           | 82                                                           |
| ----------------------------------------------------------------------------- | ------------------------------------------------------------ | ------------------------------------------------------------ | ------------------------------------------------------------ | ------------------------------------------------------------ | ------------------------------------------------------------ | ------------------------------------------------------------ | ------------------------------------------------------------ | ------------------------------------------------------------ | ------------------------------------------------------------ | ------------------------------------------------------------ | ------------------------------------------------------------ | ------------------------------------------------------------ | ------------------------------------------------------------ |
| Джерело: NOAA, Deutscher Wetterdienst (рекордні значення), climate-charts.com |                                                              |                                                              |                                                              |                                                              |                                                              |                                                              |                                                              |                                                              |                                                              |                                                              |                                                              |                                                              |                                                              |